# William Henry Drummond

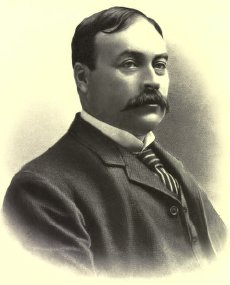
William Henry Drummond

William Henry Drummond (* 13. April 1854 in Mohill; † 6. April 1907 in Cobalt) war ein kanadischer Lyriker irischer Herkunft.
Drummond kam mit seiner Familie 1864 nach Kanada. Da sein Vater, ein Offizier der Royal Irish Constabulary wenige Monate nach der Emigration starb, musste Drummond als ältestes von vier Söhnen bald zum Unterhalt der Familie betragen und besuchte nur wenige Jahre die Schule. Er arbeitete als Stundenlöhner, erlernte den Beruf eines Telegraphisten und arbeitete mehrere Jahre in einem Telegraphenamt.
In Bord-à-Plouffe, einem Dorf am Rivière des Prairies, lernte er das Leben und die Sprache der französisch-kanadischen Landbevölkerung in der Region Québec kennen. Später besuchte er Kurse an der Montreal High School, besuchte die McGill University und absolvierte ein Medizinstudium am Bishop's College. Nach der Graduation 1884 arbeitete er als Arzt am Western Hospital in Montreal und später in Brome County.
Drummond verfasste fünf Gedichtbände in der französisch geprägten englischen Sprache der Landbewohner, die er in seiner Jugend kennengelernt hatte: The Habitant (1898, mit einer Einleitung des prominenten Schriftstellers  Louis-Honoré Fréchette), Johnnie Courteau (1901), Phil-o-rum’s Canoe (1903), The Voyageur (1905) und The Great Fight (1909). Sie erschienen alle im Verlag G. P. Putnam's Sons mit Illustrationen von Frederick Simpson Coburn und erlangten große Popularität in Kanada. Der Schriftsteller Fréchette begrüßte ihn als „the pathfinder of a new land of song“, und der aus Schottland stammende Journalist Alexander MacGregor Rose veröffentlichte Pastiches seiner Werke wie Hoch der Kaiser; Myself and Gott (1900).